# Torre de Haçane
Torre vista desde sul, o interior do recinto da mesquita incompleta
Torre de Haçane (em francês: Tour Hassan; em árabe: صومعة حسان) é o minarete de grandes dimensões construído no século XII da Mesquita de Haçane. Situa-se em Rabate, a capital de Marrocos, e apesar de inacabado, é um dos ícones de Rabate. A mesquita pretendia ser a maior do mundo, a seguir às de Grande Mesquita de Meca e à Grande Mesquita de Samarra, no Iraque, mas a sua construção foi abandonada em 1199.
A mesquita fazia parte do plano do califa almóada Abu Iúçufe Iacube Almançor (Iacube I; referido como Almançor nos documentos históricos portugueses) de transformar Rabate na sua capital e no símbolo do "seu poder e da sua fé" e comemorar a sua retumbante vitória sobre os cristão na batalha de Alarcos. Pretendia-se que minarete, mais de 80  metros de altura, como a mesquita, fosse o maior do mundo, mas não ultrapassou pouco mais de metade do planeado (44 metros). Construído em arenito vermelho, as obras foram iniciadas em 1184 ou 1195, mas foram interrompidas após a morte de Iacube e nunca foram retomadas. O resto da mesquita também ficou incompleta, tendo apenas sido construídas partes de algumas paredes e erigidas 200 colunas.
Além da mesquita, Iacube Almançor promoveu outras grandes obras em Rabate, sobretudo de carácter militar, como terminar a construção da Casbá dos Udaias iniciada pelo seu avô Abde Almumine e dotar a cidade de extensas muralhas, que delimitavam uma área que se fosse urbanizada teria espaço para muito mais de 100 000 habitantes, o que esteve muito longe de acontecer até ao século XX, pois após a morte de Iacube, os seus sucessores abandonaram a cidade em favor da mais desenvolvida Salé, situada no outro lado do rio Bu Regregue.
O Mausoléu de Maomé V, onde jaz o rei Maomé V de Marrocos(1909  1961) e os seus dois filhos, o rei Haçane II de Marrocos (1929–1999; pai de Maomé VI, coroado em 1999) e de Mulei Abedalá, completado em 1971, foi construído na extremidade do recinto da mesquita inacabada oposta à da torre. Juntamente com a mesquita anexa ao mausoléu, o conjunto situado junto à margem do rio Bu Regregue, forma um dos conjuntos históricos mais importantes de Rabate e é uma das principais atrações turísticas da cidade. A maior parte do recinto que deveria ser a mesquita almóada assemelha-se a um bosque de grossas colunas.

## Descrição
A torre é uma das obras emblemáticas da arquitetura almóada. A sua escala monumental não tem paralelo no Magrebe da sua época e é considerada um dos melhores exemplares da arquitetura islâmica ocidental. O seu estilo é similar ao de outros dois minaretes célebres construídos durante o reinado de Iacube Almançor: a Giralda de Sevilha e a Cutubia de Marraquexe, sendo este último o mais antigo. Segundo a tradição, os três minaretes foram projetados pelo eminente cientista sevilhano Jabir ibn Aflah (Geber), se bem que geralmente se aponte Amade ibne Baso, outro Alandalus, como arquiteto da Giralda, embora admitindo-se que teve a colaboração de Jabir. Em todo o caso, tanto a torre de Sevilha como a de Rabate têm uma planta e estilo muito semelhante ao da Cutubia.[carece de fontes?]
O espaço da mesquita ocupa 26 000 m² e forma um retângulo com 180 metros na direção norte-sul por 140 m na direção este-oeste (ou 183 por 138 m segundo outras fontes). Teria 14 portas e seria a maior mesquita medieval a seguir à de Samarra, e a maior do ocidente islâmico, com o dobro do tamanho da maior mesquita de Marrocos, a Quaraouiyine de Fez, a qual tem capacidade para 20 000 fiéis. O eixo longitudinal está orientado na direção da quibla (Meca), uma característica comum nas mesquitas construídas no Califado Almóada. A mesquita situa-se numa encosta íngreme e para a sua construção foi erguida uma enorme plataforma plana ao nível do ponto mais elevado da encosta.

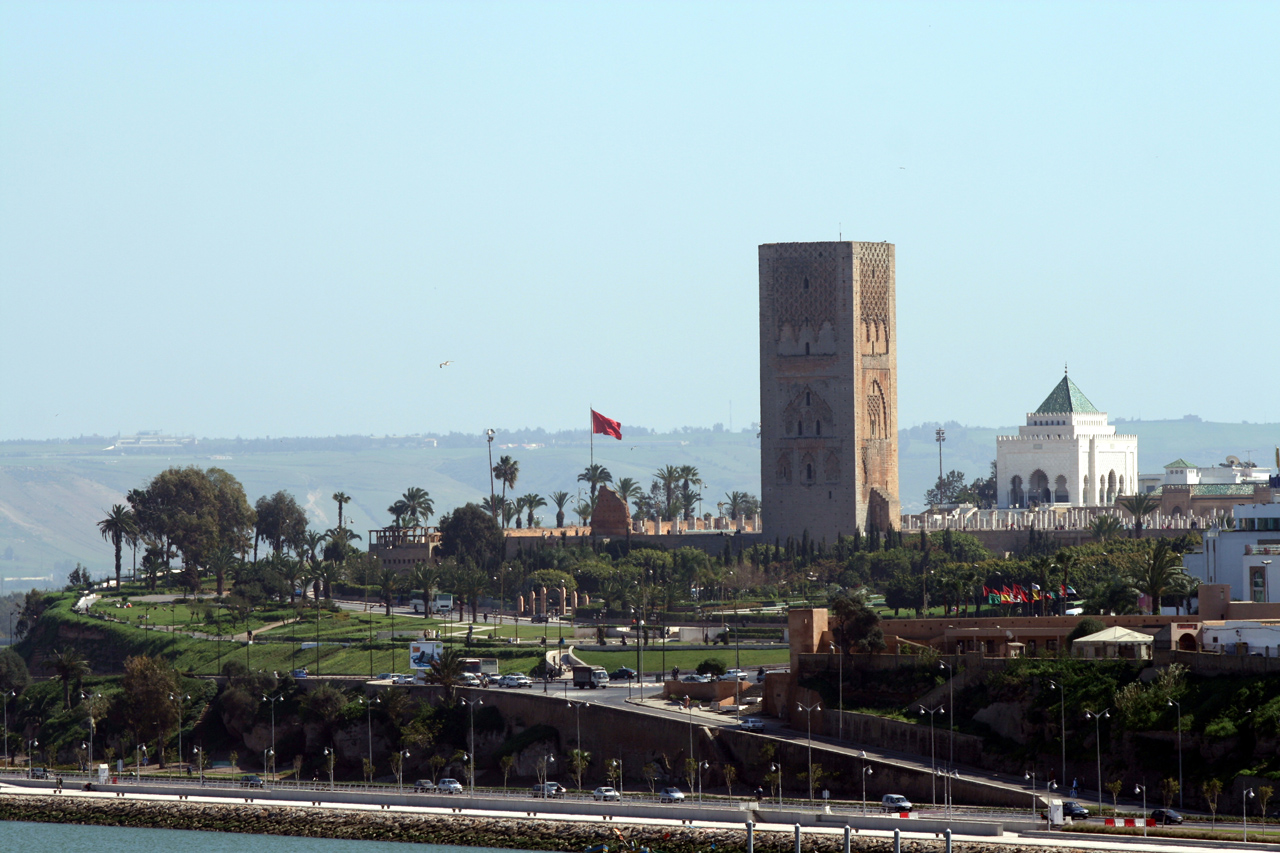
Panorâmica da colina da Mesquita Haçane. O edifício branco em segundo plano é o

O minarete é quadrado, com 15 metros de lado (outras fontes referem 16,2 m) e encontra-se a meio do lado norte, alinhado com mirabe. Em vez de escadas, a torre tem rampas interiores, supostamente para que o almuadem pudesse subir até ao topo a cavalo para fazer as chamadas para as orações. Na encosta desse lado existem quatro escadarias, duas delas flanqueando o minarete. As escadas conduzem ao bairro vizinho da base da plataforma da mesquita, onde estava planeada a construção de um sahn (pátio) com diversos pontos de entrada para a mesquita. No lado sul, o chão da mesquita está praticamente ao nível das ruas vizinhas. No canto sudeste ergue-se o mausoléu de Maomé V, assente numa plataforma mais elevada que o resto do recinto da mesquita.
O que seria o interior da mesquita tem a estrutura de um vasto hipostilo, com 19 naves com colunas de iguais dimensões disposta numa planta em grelha. A sala de orações central tem 21 arcadas, cada uma com 6 metros de largura e colunas espaçadas também 6 m entre si. A arcada central e as mais exteriores que formam as extremidades oriental e ocidental são ligeiramente maiores, com 10 m de largura. A planta da mesquita tem a forma de um T, que é típica das mesquitas magrebinas, com três vestíbulos transversais com 10 metros de largura paralelos à parede da quibla. Como a mesquita nunca foi acabada, o que se vê atualmente é a estrutura em grelha, marcada pelas bases das colunas, o que permite perceber a planta, mas não o volume.

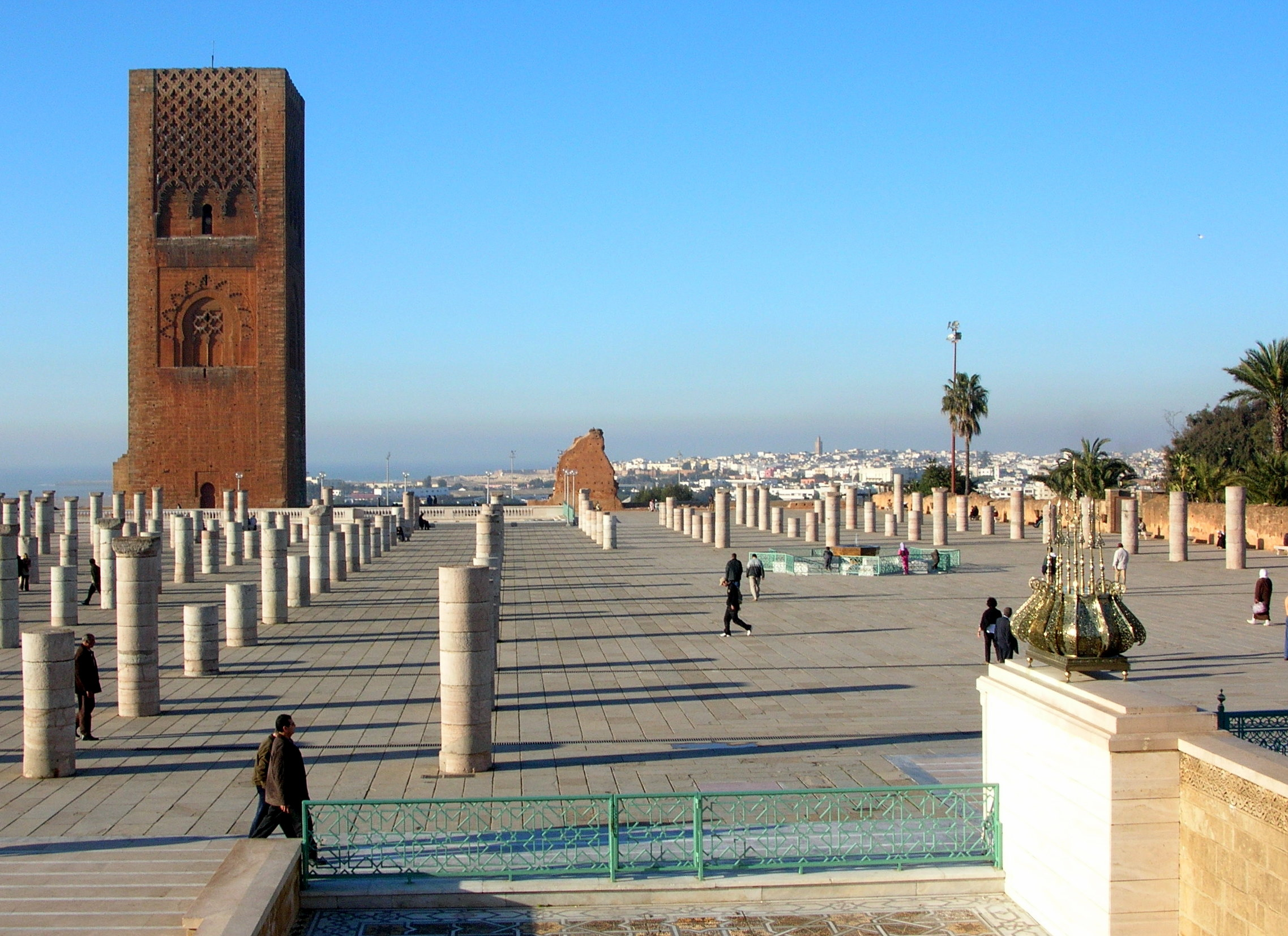
Recinto da mesquita vista do teto da pequena mesquita anexa ao Mausoléu de Maomé V. Ao fundo avista-se a cidade de Salé

No extremo norte da mesquita, há um sahn composto por 11 arcadas no sentido este-oeste e 7 arcadas no sentido norte-sul. Apesar das suas dimensões assinaláveis, com 70 por 42 metros, o sahn é relativamente pequeno se comparado com a vastidão do espaço coberto da mesquita, o que mais uma vez é característico das mesquitas magrebinas. Existem mais dois sahns, junto à parede da quibla, algo muito pouco comum, que serviriam para suprir as necessidades de arejamento e iluminação da enorme sala de orações, para o que o sahn no lado norte seria insuficiente. Nestes pátios havia segregação de sexos, o que providenciava espaços ao ar livre dentro da mesquita só para homens ou só para mulheres.
Devido ao facto das obras nunca terem ultrapassado as primeiras fases de construção, não há quaisquer elementos decorativos na estrutura principal. No entanto, o minarete, apesar de também incompleto e de aparência simples, apresenta um delicado e intrincado trabalho de relevos em todas as quatro faces, com padrões de linhas entrelaçadas, arcos cegos e sebkhas (redes) diferentes em cada uma das faces. Alguns autores consideram o minarete a mais elaborada das estruturas almóadas.
Apesar da mesquita nunca ter sido terminada, pelo menos conforme os planos originais, alguns autores referem que nela teria existido uma sala de orações com um teto em madeira de cedro que foi utilizada até 1755, quando foi destruída pelo mesmo terramoto que arrasou Lisboa e que também derrubou as colunas centrais. Os materiais da mesquita foram usados ao longo dos séculos pelos habitantes locais para construírem as suas casas e algumas fontes referem que as colunas que atualmente existem são metade das que existiam originalmente.